# Yusuke Takeda
Yusuke Takeda (武田 有祐 Takeda Yusuke?, nacido el 20 de julio de 1991 en Shiga) es un futbolista japonés que se desempeña como defensa.

## Trayectoria

### Clubes
| Club              | País  | Año    |
| ----------------- | ----- | ------ |
| Kamatamare Sanuki | Japón | 2014 - |

## Estadística de carrera

### J. League
| Club              | Año   | J. League | J. League | Copa J. League | Copa J. League | Total | Total |
| Club              | Año   | Part.     | Goles     | Part.          | Goles          | Part. | Goles |
| ----------------- | ----- | --------- | --------- | -------------- | -------------- | ----- | ----- |
| Kamatamare Sanuki | 2014  | 33        | 0         | -              | -              | 33    | 0     |
| Kamatamare Sanuki | 2015  | 15        | 1         | -              | -              | 15    | 1     |
| Kamatamare Sanuki | 2016  | 9         | 1         | -              | -              | 9     | 1     |
| Kamatamare Sanuki | 2017  | 30        | 3         | -              | -              | 30    | 3     |
| Total             | Total | 87        | 5         | 0              | 0              | 87    | 5     |